# タールハイム (ハイルブロン郡)
タールハイム (ドイツ語: Talheim) は、ドイツ連邦共和国バーデン＝ヴュルテンベルク州ハイルブロン郡の町村（以下、本項では便宜上「町」と記述する）。シュトゥットガルト大都市圏周縁部に属す。

## 地理

### 位置
タールハイムはハイルブロン郡南部のネッカー川沿いに位置する。北の境界は大規模都市ハイルブロンに、南はラウフェン・アム・ネッカーに接する。町内をネッカー川の支流であるショツァハ川が貫通している。町の北東部には高さ285mのハイゲルン山がある。

### 隣接する市町村
タールハイムに隣接する市町村は、北東から時計回りに、フライン、ウンターグルッペンバッハ、イルスフェルト、ラウフェン・アム・ネッカー（以上いずれもハイルブロン郡）、ハイルブロン（郡独立市）である。タールハイムは、フラインとともに、フラインに本部を置く自治体行政連合「フライン＝タールハイム」を形成する。

## 歴史
現在のタールハイムの地域には新石器時代にはすでに人が定住していた。発掘された骨格や陶片は、紀元前5000年から4900年頃以降の入植地であることを示している。『タールハイムの虐殺』と呼ばれる墳墓は、34体の新石器時代の男性骨格が出土したことで知られており、2007年の秋にはハイルブロンで展覧会も開催された。
現在のタールハイムの起源は、6世紀ないしは7世紀である。村の名前の語尾にある "-heim" は、フランケン語に由来する。タールハイムが初めて文献に記録されるのは、1230年である。17世紀までタールハイム家が治めたが、この他に自由地や、ヴュルツブルク、ヘッセン、ブランデンブルク、あるいはヴュルテンベルクのレーエンが混在していた。1356年にヴュルテンベルク公も地所と権利を獲得している。1499年には、タールハイムの2/3をドイツ騎士団、残りの1/3をゲンミンゲン家が領していた。
1805年にはドイツ騎士団の所領が、翌1806年にはゲンミンゲン家の所領もヴュルテンベルク領となった。タールハイムは、オーバーアムト・ハイルブロンに組み込まれた。
第二次世界大戦後には多くの住宅地が整備された。1966年に新しい学校が建設され、新しく運河が整備され、水道供給が始まった。また、ブドウ畑や耕地が区画整理され、工業地域が設けられた。
タールハイムは、特に鉱泉や薬湯、あるいはシュヴァーベン＝アレマン・ファストナハト（謝肉祭の行事）で、特に良く知られている。

### 宗教
タールハイムには、独自のプロテスタント教会組織と、（フラインと共通の）カトリック教会組織が、それぞれ一つずつある。2004年現在、プロテスタントの信者が2,076人、カトリックの信者が1,523人である。1942年までタールハイムには、有力なユダヤ教組織があった。

## 行政

### 議会
タールハイムの議会選挙は、14人の議員からなり、これに議長を務める首長が加わる。

### 紋章と旗
図柄: 銀地。紋章の左端（向かって右端）から突きだした赤い服を着た下腕。手には、黒いブドウナイフ（ハーペ）を持っている。町の旗は、黒 - 白である。
ブドウナイフを持った手の図柄は、タールハイムの紋章に1550年から現れる。17世紀から18世紀にかけてはこれに星や花が追加された。18世紀の標識石には、1本のあるいは十字に組み合わされた2本のブドウナイフが刻まれている。1903年頃に他の図柄が印章に現れる。それは、5連アーチの橋の下にヴュルテンベルクの鹿の角が2本描かれたものである。アーチ橋はショツァハ川に架かる橋をシンボライズしたものである。1930年、タールハイムは、1746年の印章に基づく、古い図柄を紋章として採用した。第二次世界大戦後に、図柄が簡略化される際に、ブドウナイフが間違って、鎌に描き替えられてしまった。1961年バーデン＝ヴュルテンベルク州文書局の提案により、再び修正された。紋章の配色は、1927年に文書局に提案されたものである。1963年3月15日にこの紋章はバーデン＝ヴュルテンベルク州内務省の認可を得、旗が与えられた。

### 友好都市
- スルツマット（フランス、オー＝ラン県）1965年

## 文化と見所

### 建築
- オベーレス・シュロス（オベーレ・シュロスとも。「上の城」の意）は、12世紀にその起源を遡る。「シュミットベルクの小城」としてここに建てられた居館がそれで、18世紀からはユーデンシュロス（「ユダヤ人の城」）として知られている。
- ウンテーレス・シュロス（「下の城」）は、18世紀に建てられた。
- プロテスタントのキリアン教会は、13世紀に起源を持つ。
- プロテスタントの牧師館。ここにはかつて、ドイツ騎士団の事務局が置かれていた。1806年以後は村長の執務館となり、その後、牧師館として使われた。現在の建物は1886年のものである。
- カトリックの巡礼教会「我らの聖母」教会（1886年から87年）には、14世紀の聖母像の祭壇がある。
- カトリックの司祭館は、1863年建造の後期古典様式の建築。
- タールハイムの町の中心部には、多くの歴史的木組み建築が遺されている。
- ラートハウス広場（役場広場）の季節の泉は、ウルズラ・シュトックにより1991年に創作された。

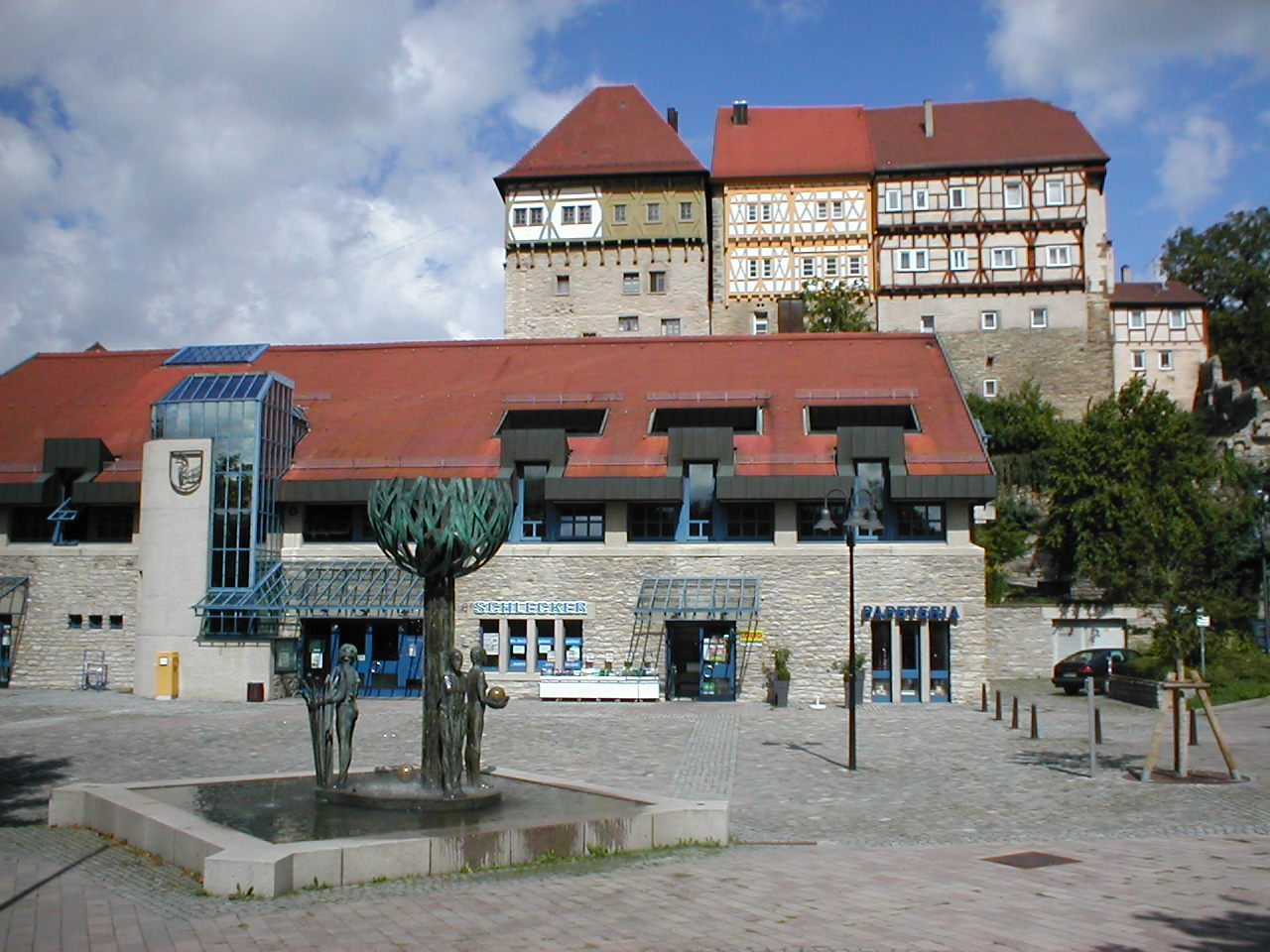
ラートハウス広場の背後にそびえる「上の城」
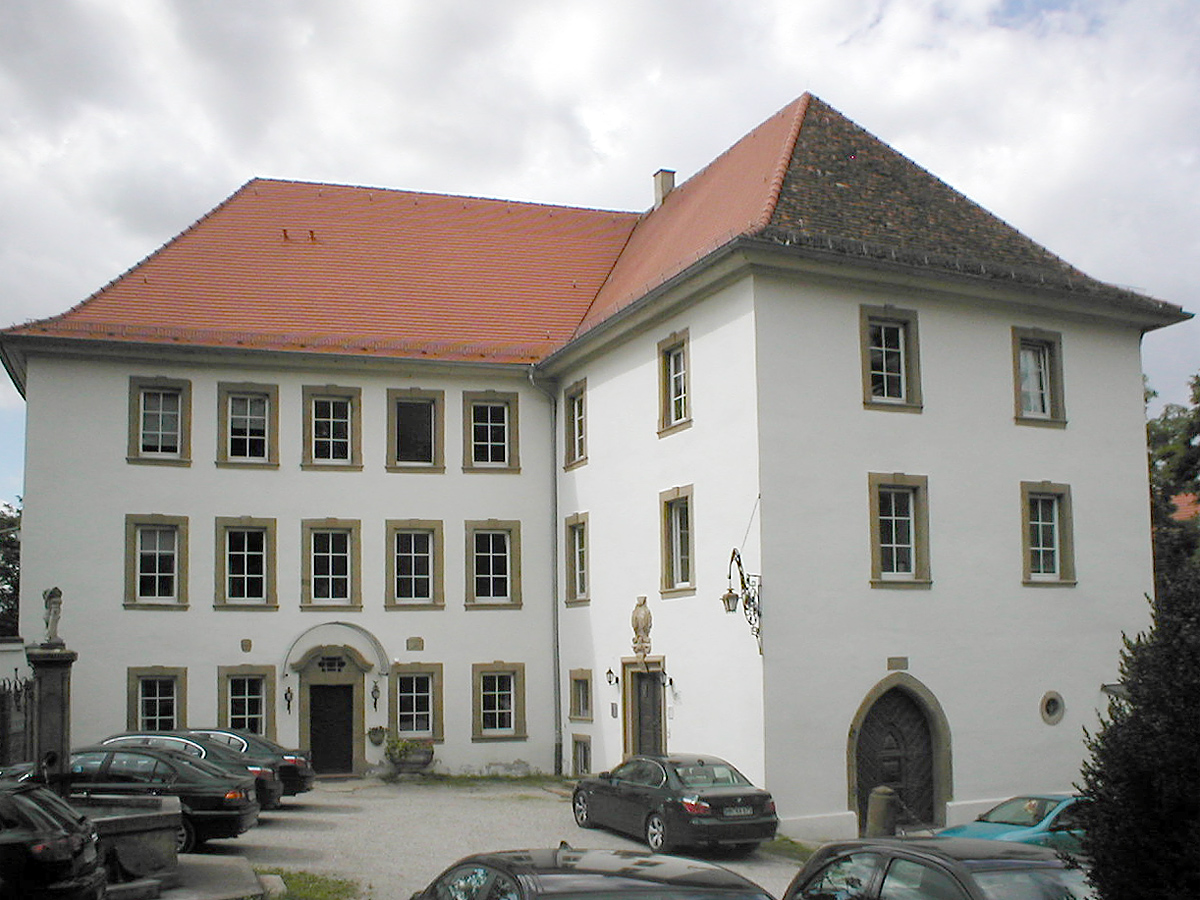
ゾントハイマー通り沿いの「下の城」
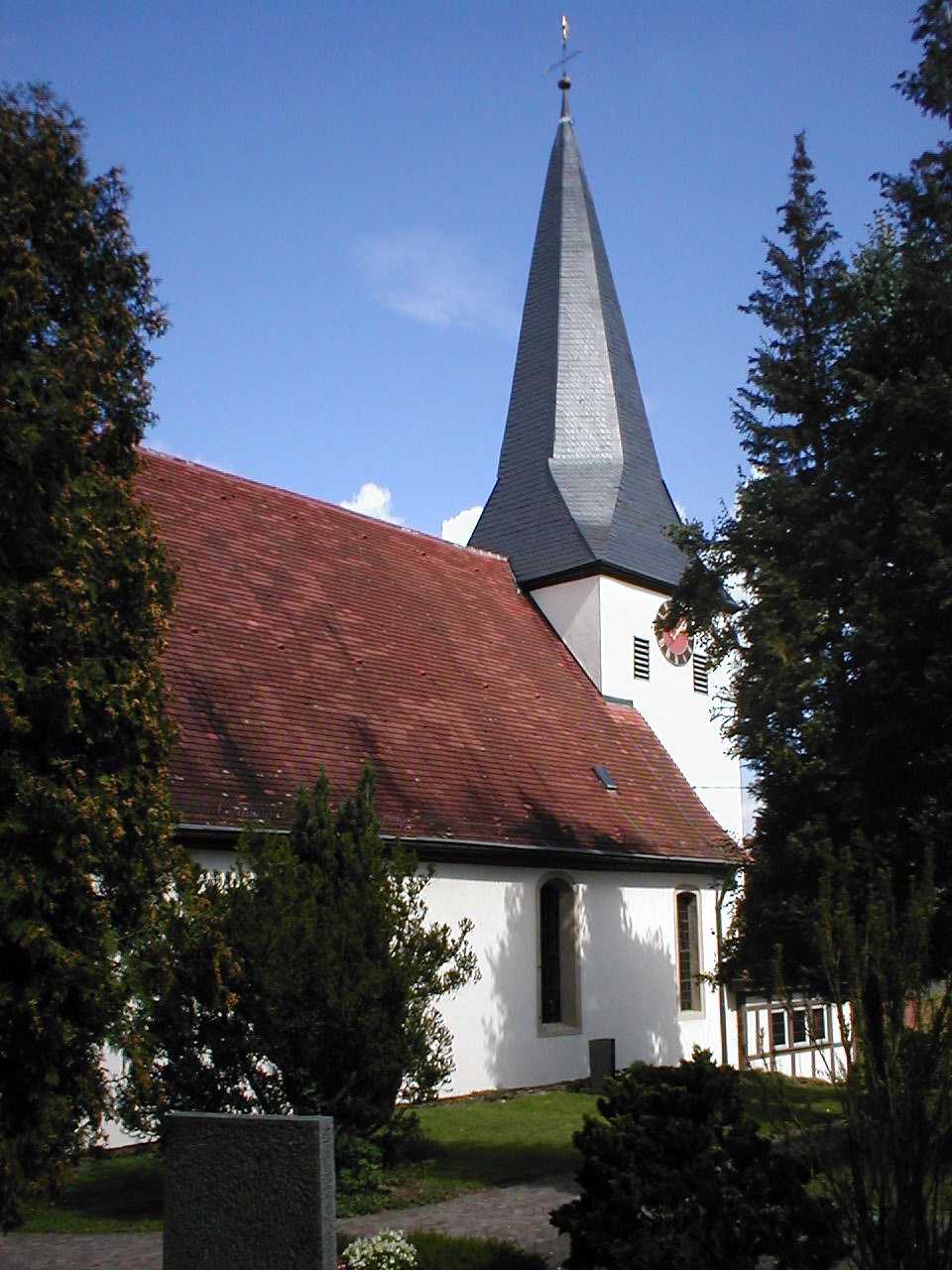
プロテスタントのキリアン教会
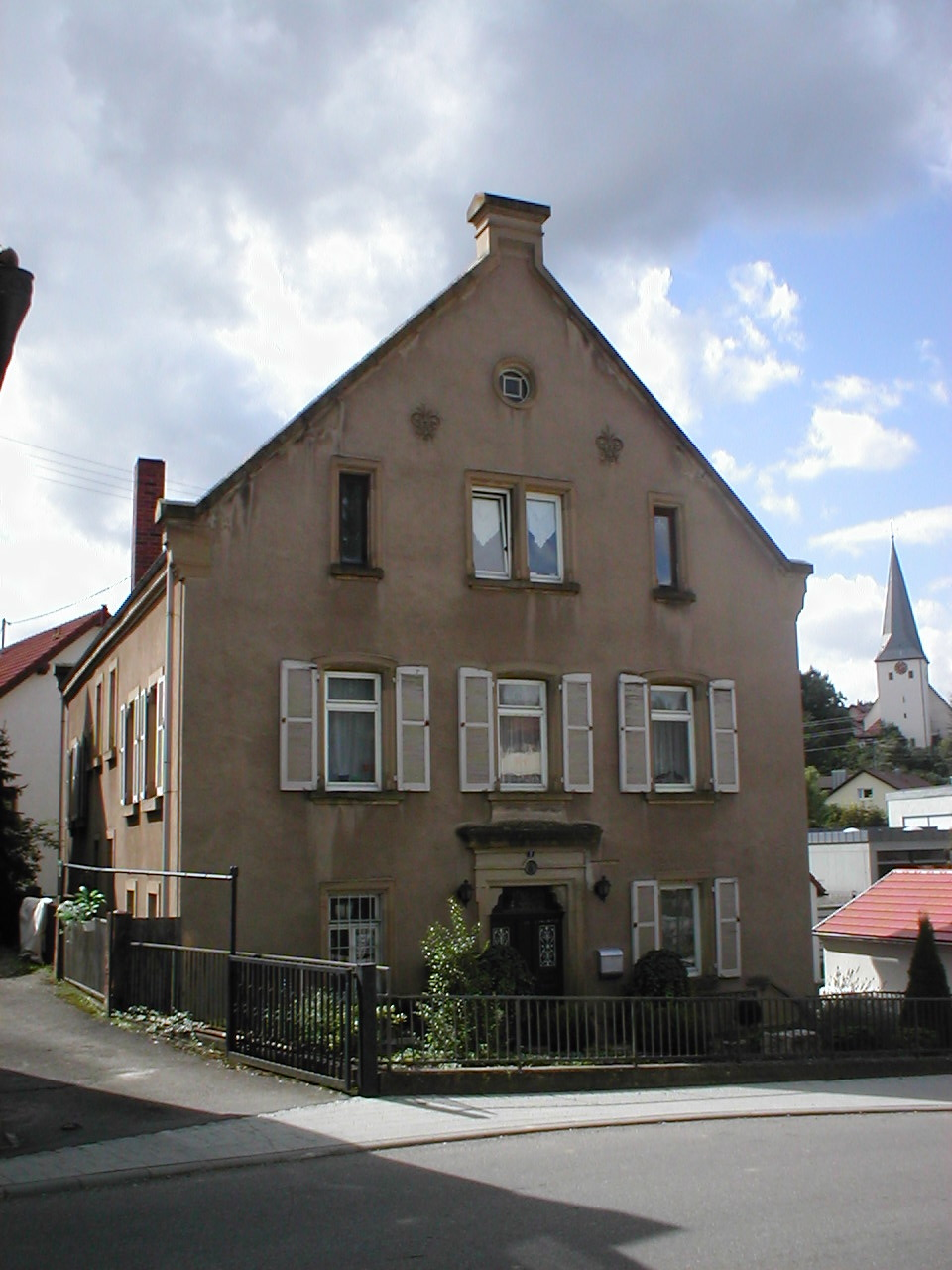
牧師館
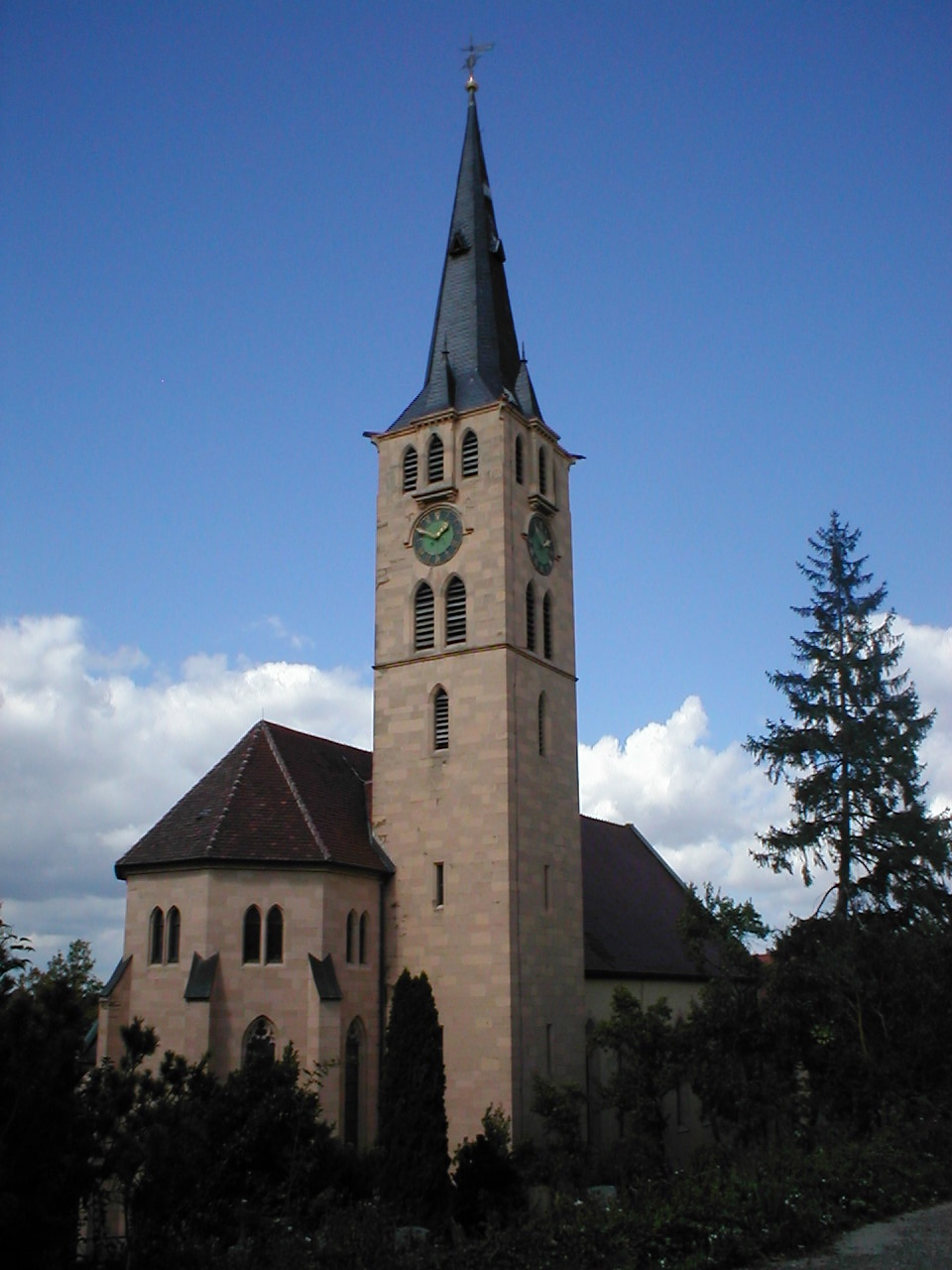
カトリック教会
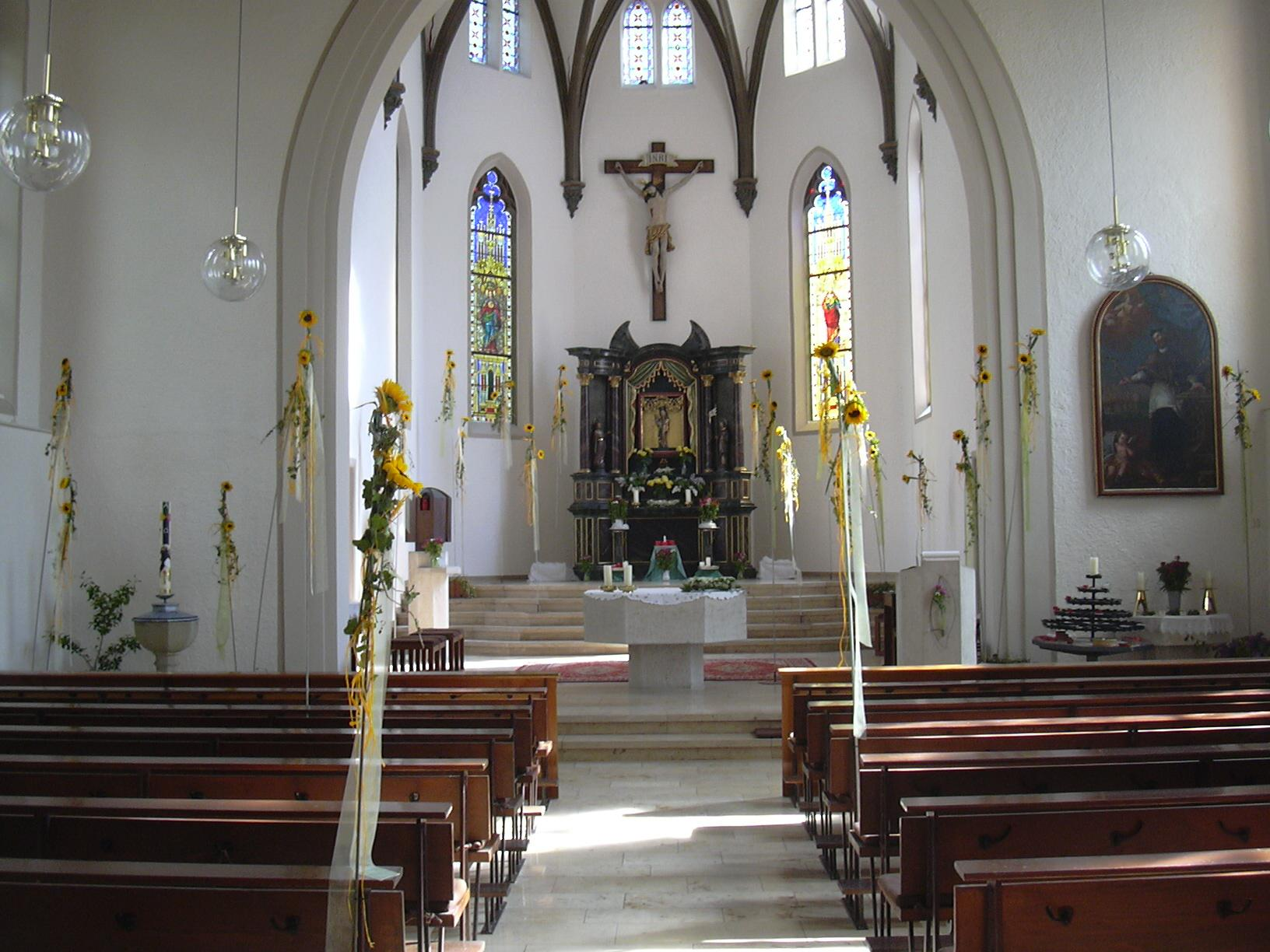
カトリック教会内部
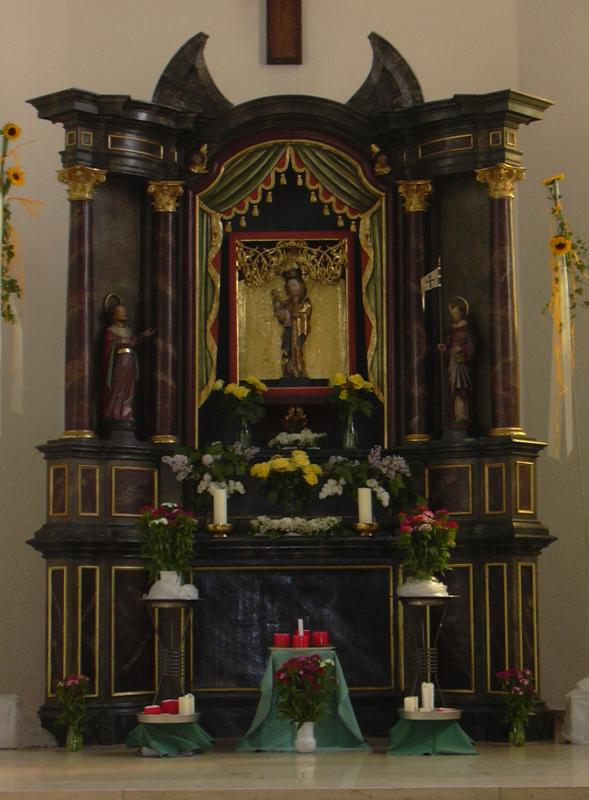
タールハイムの聖母
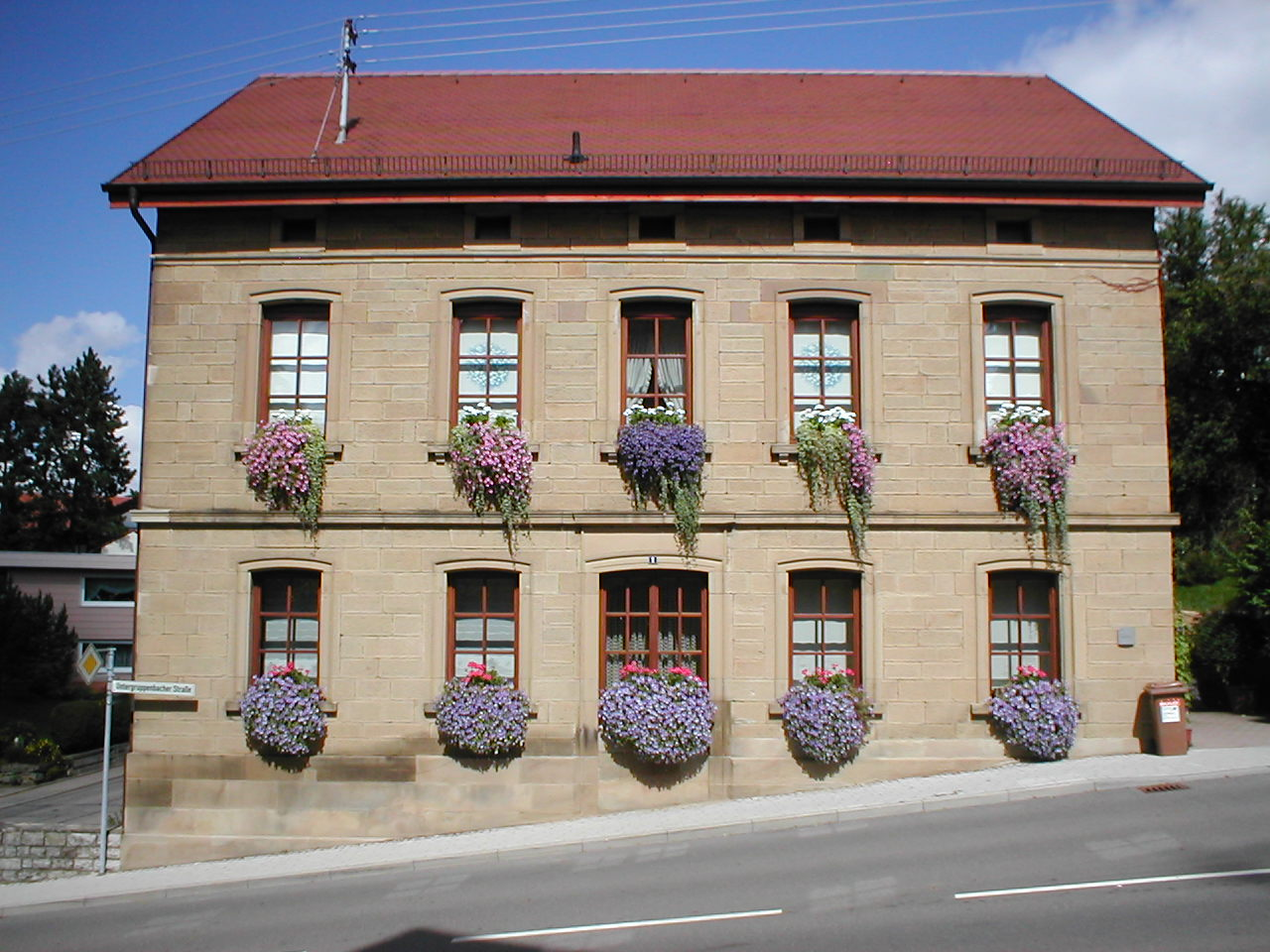
司祭館
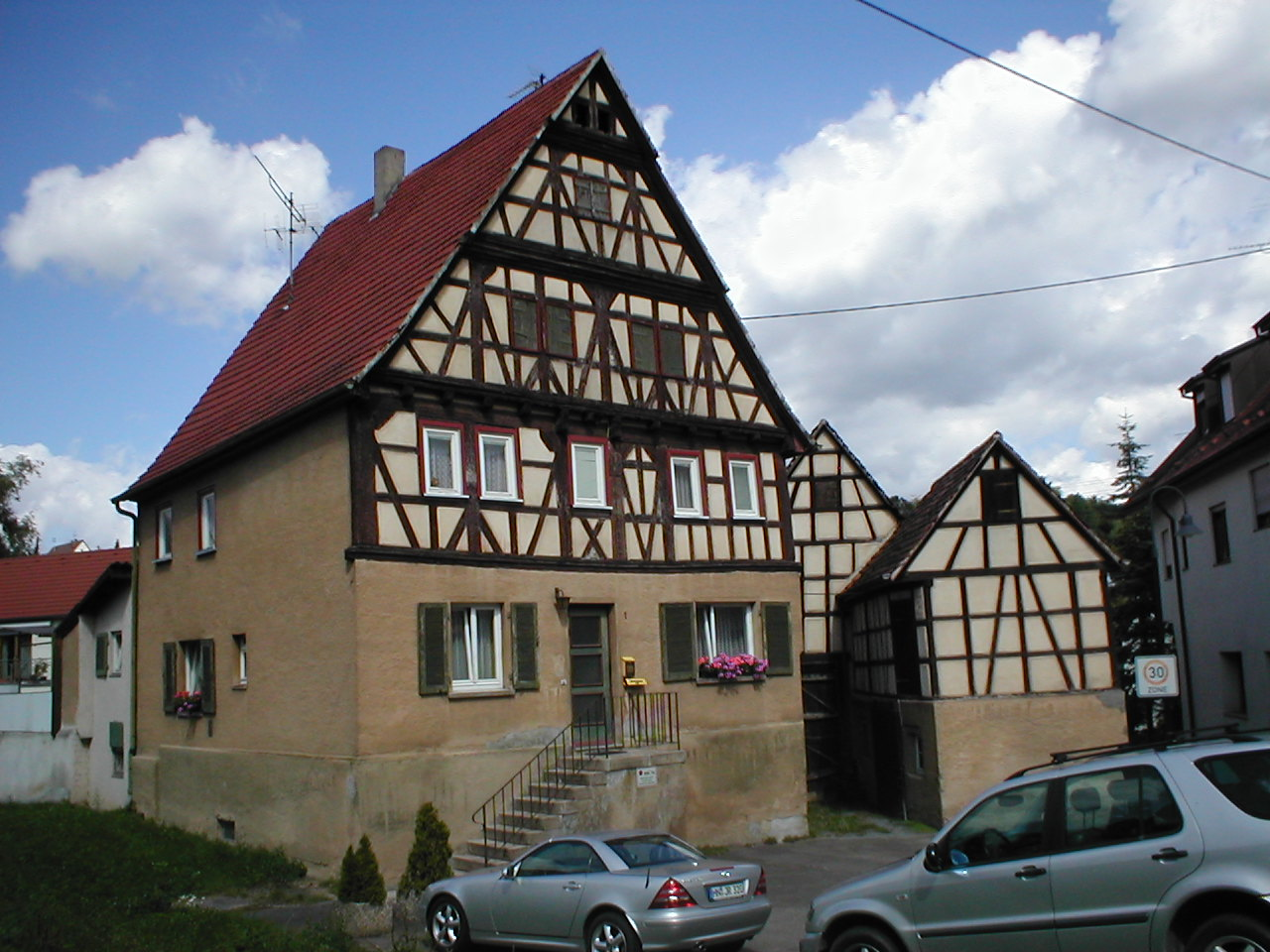
ツェーント通りの木組み建築
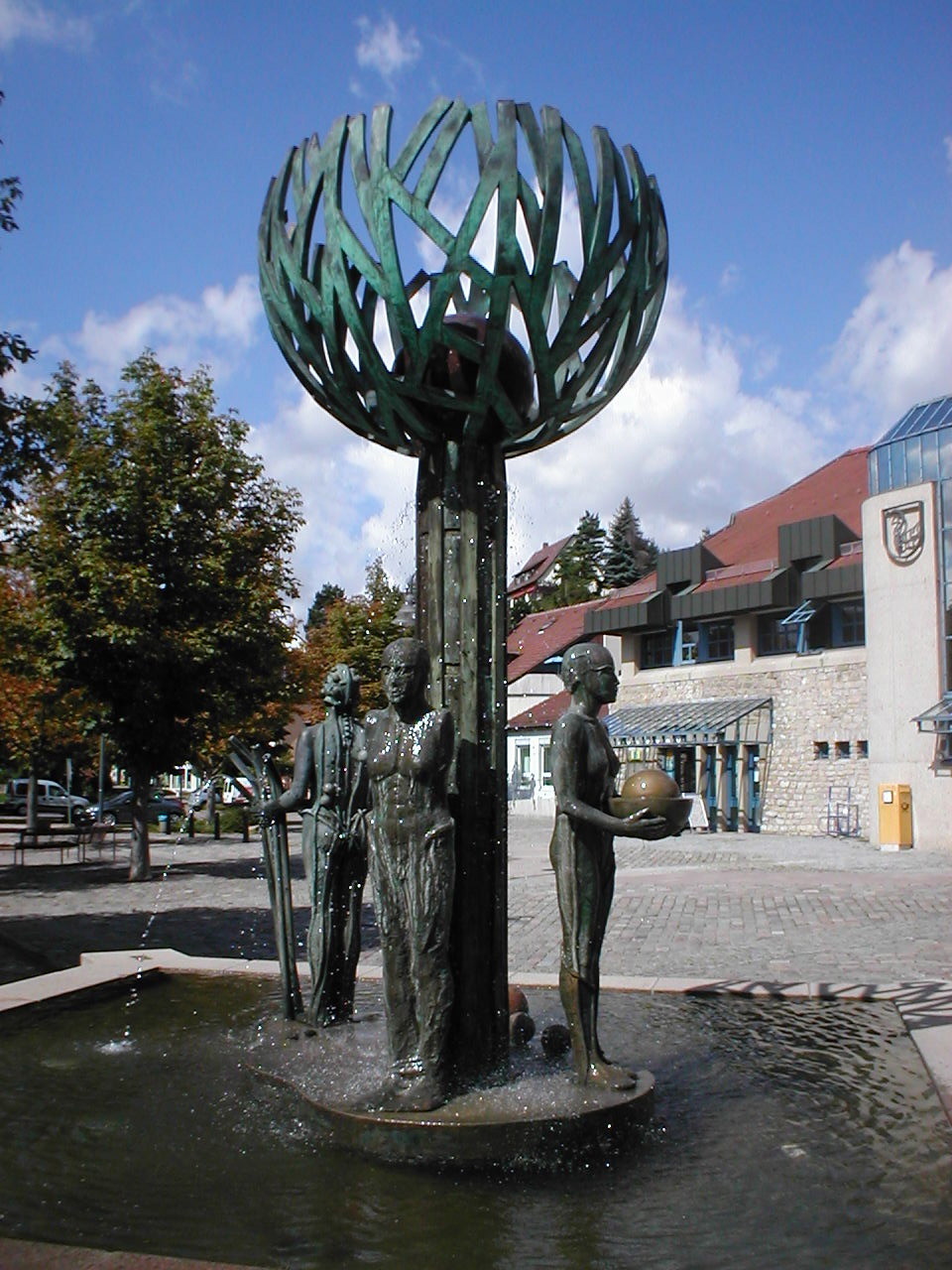
季節の泉

建築の項の出典は、

## 経済と社会資本
様々な企業の他、この町はブドウ畑で知られる。

### ブドウ畑
ブドウは主にブドウ生産者組合フライン＝タールハイムにより出荷されている。タールハイムは、ヴュルテンベルク・ワインのヴュルテンベルク・ウンターラント地方キルヒェンヴァインベルク、シュタウフェンベルク地区に属す。

### 交通
タールハイム中心部から西部の町域内、ラウハー・シュティヒ産業地域に接して連邦道B27号線が走っている。アウトバーンA81号線は、隣接するイルスフェルトおよびウンターグルッペンバッハにインターチェンジがある。
最寄りの駅は、ラウフェン・アム・ネッカーのハイルブロン - シュトゥットガルト路線の駅である。タールハイムは、マールバッハ・アム・ネッカーからハイルブロン南への狭軌鉄道ボットヴァールタール鉄道が通っていたが、この区間は1968年に廃止された。

### メディア
タールハイムでの出来事は、日刊紙 Heilbronner Stimmeの南東部版 (SO)に掲載される。これに加えて、町の広報紙 Mitteilungsblatt Talheimが毎週発刊されている。

## 人物

### 出身者
- オイゲン・クレプファー（1886年 - 1950年）俳優、ウーファの役員。